# Symphonie Fantastique
Symphonie Fantastique er en symfoni eller snarere et symfonisk digt af Hector Berlioz (1803-1869), der har givet sit værk titlen "En episode fra en kunstners liv" og komponeret det på baggrund af sin lidenskabelige forelskelse i den engelske skuespiller Harriet Smithson, der på den tid optrådte i Paris.
Værket fik sin uropførelse i Paris den 5. december 1830 kun tre år efter Beethovens død.